# Alternativna desnica
Alternativna desnica (eng. alt-right) je ultrakonzervativni pokret krajnje desnice u Sjedinjenim Državama kojeg karakterizira rasizam i retorika nadmoći bijele rase, "odbijanje glavnostrujaških politika i uporaba elektroničkih medija radi širenja namjerno kontroverznog sadržaja", a ponekad i antisemitizam. Pokret je većinom mrežni fenomen i potječe iz 2010-ih godina u SAD-u, a proširio se i u druge države.
Vođom takvog pokreta u SAD smatra se Stevea Bannona, antiestablishmentskoga medijskoga huškača, kojega je američki predsjednik Donald Trump imenovao za šefa osoblja.
Riječ je bila uži kandidat za riječ godine Oxfordskih rječnika 2016. godine.